# 지좌동
지좌동(智佐洞)은 대한민국 경상북도 김천시의 동이다. 지좌동은 대구와 구미방면에서 김천 도심으로 들어오는 관문으로 국도, 철도, 고속도로 및 고속전철 등 국가 대동맥이 동서로 관통하고 있으며, KTX역사와 혁신도시 건설의 가장 많은 영향을 받으며 차후 김천의 성장, 발전을 주도할 지역으로 각광받고 있다. 지좌동은 혐오시설이었던 쓰레기 매립장 만여 평이 2004년 덕곡체육공원으로 변모되어 현재 김천시민들의 체육활동과 휴식공간으로 활용되어 건강증진에 기여하고 있다.

## 연혁
- 1938년 감천면 지좌동을 김천읍에 편입
- 1949년 8월 15일 김천시 지좌동(김천읍이 시승격)
- 1983년 2월 15일 금릉군 농소면 덕곡동을 지좌동에 편입

## 법정동
- 지좌동
- 덕곡동

## 아파트
| 단지명          | 건설사                | 시행사         | 주소                | 입주        | 비고     |
| --------------- | --------------------- | -------------- | ------------------- | ----------- | -------- |
| 덕곡주공        | 삼능건설㈜ 갑을건설㈜ | 대한주택공사   | 무실7길 38 (덕곡동) | 2006년 9월  | 국민임대 |
| 코아루 푸르나임 | 유성건설㈜            | 한국토지신탁   | 무실7길 45 (덕곡동) | 2018년 10월 |          |
| 덕곡 덕일한마음 | ㈜덕일건설            | ㈜덕일건설     | 한마음길 8 (덕곡동) | 1999년 9월  |          |
| 지좌 아주아트빌 | 아주종합건설㈜        | 아주종합건설㈜ | 공절길 43 (지좌동)  | 2004년 7월  |          |

## 교육
- 김천동부초등학교
- 성의중학교
- 문성중학교
- 성의고등학교